# Área metropolitana de Modesto
El Área Estadística Metropolitana de Modesto, CA MSA como la denomina oficialmente la Oficina de Administración y Presupuesto, es un Área Estadística Metropolitana que solo abarca el condado de Stanislaus, en el estado estadounidense de California. El área metropolitana tiene una población de 514.453 habitantes  según el Censo de 2010, convirtiéndola en la 100.º área metropolitana más poblada de los Estados Unidos.

## Principales comunidades del área metropolitana
Ciudades principales
- Modesto

Otras comunidades importantes
- Ceres
- Hughson
- Newman
- Oakdale
- Patterson
- Riverbank
- Turlock
- Waterford